# 胡兆蘭
胡兆蘭，湖北荆州府江陵县人，清朝政治人物、進士出身。
嘉慶十三年（1808年），登進士，改庶吉士，嘉慶十四年，授翰林院編修。